# Białopole (gmina)
Białopole (hist. gmina Strzelce) – gmina wiejska w województwie lubelskim, w powiecie chełmskim. W latach 1975–1998 gmina położona była w województwie chełmskim.
Siedziba gminy to Białopole.
Według danych z 30 czerwca 2013 gminę zamieszkiwało 3171 osób. Natomiast według danych z 31 grudnia 2019 roku gminę zamieszkiwało 2886 osób.

## Ochrona przyrody
Na obszarze gminy znajdują się następujące rezerwaty przyrody:
- rezerwat przyrody Siedliszcze – chroni miejsce lęgowe orlika krzykliwego oraz fragmentu lasu grądowego o charakterze naturalnym;
- częściowo rezerwat przyrody Liski – chroni naturalnego pochodzenia drzewostan dębowy i dębowo-sosnowy.

## Struktura powierzchni
Według danych z roku 2002 gmina Białopole ma obszar 103,57 km², w tym:
- użytki rolne: 60%
- użytki leśne: 35%

Gmina stanowi 5,82% powierzchni powiatu.

## Demografia

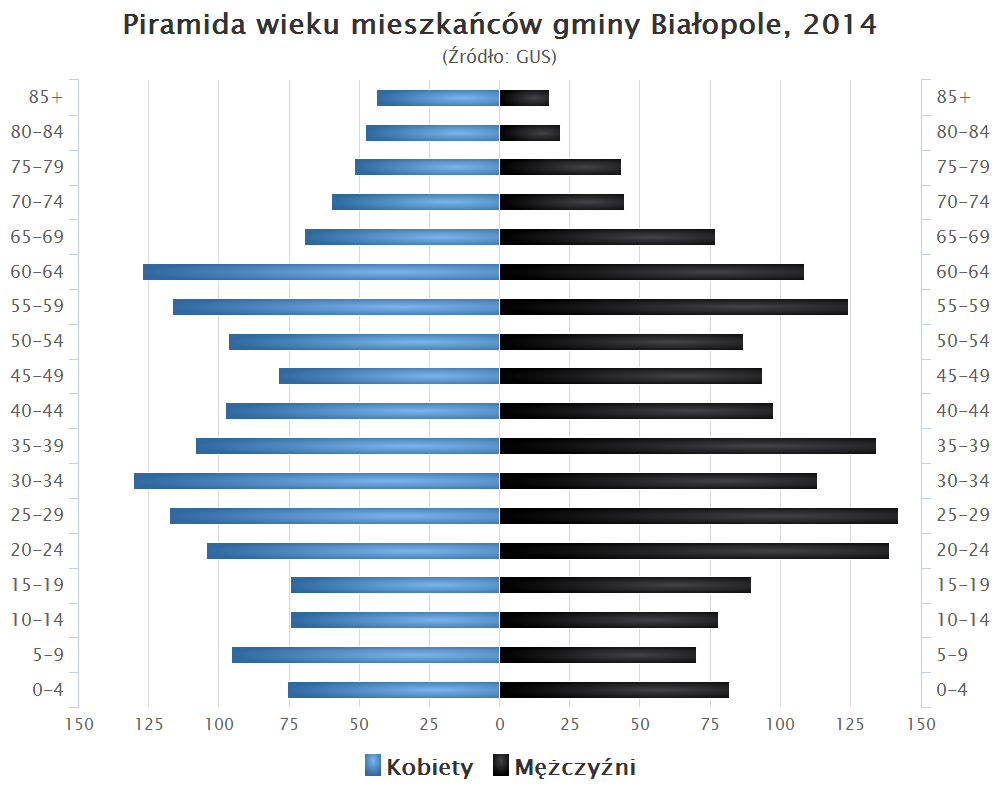
Piramida wieku mieszkańców gminy Białopole w 2014 roku

Dane z 30 czerwca 2013:
| Opis                              | Ogółem | Ogółem | Kobiety | Kobiety | Mężczyźni | Mężczyźni |
| --------------------------------- | ------ | ------ | ------- | ------- | --------- | --------- |
| jednostka                         | osób   | %      | osób    | %       | osób      | %         |
| populacja                         | 3171   | 100    | 1585    | 49,99   | 1586      | 50,01     |
| gęstość zaludnienia (mieszk./km²) | 30,61  | 30,61  | 15,30   | 15,30   | 15,31     | 15,31     |

## Sołectwa
Białopole, Buśno, Grobelki, Horeszkowice, Kicin, Kurmanów, Maziarnia Strzelecka, Raciborowice, Raciborowice-Kolonia, Strzelce, Strzelce-Kolonia, Teremiec, Teresin, Zabudnowo.
Miejscowością bez statusu sołectwa jest Busieniec.

## Sąsiednie gminy
Dubienka, Horodło, Hrubieszów, Uchanie, Wojsławice, Żmudź,